# Satoru Terao
Satoru Terao (jap. 寺尾 悟, Terao Satoru; * 25. Juli 1975 in Toyota, Präfektur Aichi) ist ein ehemaliger japanischer Shorttracker.
Terao nahm bereits 1994 im Alter von 18 Jahren erstmals an den Olympischen Winterspielen in Lillehammer teil, wo Shorttrack erst zum zweiten Mal olympische Disziplin war. Hier verpasste er über 1000 Meter als Vierter das Podest nur knapp, auch mit der japanischen Staffel wurde er Fünfter. In den Jahren 1996 und 1997 nahm er erstmals an Shorttrack-Weltmeisterschaften teil. Während er 1996 kein einziges Finale erreichte, gewann er 1997 die Bronzemedaille über 500 Meter und die Silbermedaille mit der Staffel. Im Jahr 1997 startete Terao für sein Land auch zum ersten Mal bei der Team-WM, wo er gute Ergebnisse herausfuhr und mithalf, sein Land auf den zweiten Platz zu führen. Außerdem konnte er sich für die Olympischen Winterspiele 1998 in Nagano qualifizieren. Bei diesen schnitt er aber nicht so erfolgreich ab wie vier Jahre zuvor, nur mit der Staffel schaffte er als Fünfter eine Finalplatzierung. Dafür holte er bei der Weltmeisterschaft 1998 über 1000 Meter Silber.
Ein Jahr später siegte er bei der WM in Wien sogar auf dieser Distanz, außerdem gewann er ebenfalls bei diesem Ereignis noch zweimal Silber über 1500 Meter sowie 3000 Meter. Bei der Teamweltmeisterschaft des Jahres wurde die japanische Mannschaft Dritte, erneut konnte Terao mit guten Resultaten dazu beitragen. Im April 1999 startete er auch erstmals im Shorttrack-Weltcup, wo er gleich bei seinem ersten 500-Meter-Rennen triumphieren konnte. Auch in der Saison 1999/2000 gelangen ihm etliche Podiumsplatzierungen und einige Siege, wobei er bei seinem Heimweltcup in Nobeyama (Präfektur Nagano) am erfolgreichsten war, er holte drei von vier möglichen Siegen. Im März 2000 gewann er zum wiederholten Male zwei Bronzemedaillen bei der Weltmeisterschaft. Die Saison 2000/01 begann für ihn weniger erfolgreich, weil er bei seinen ersten Rennen nur einmal das Finale erreichte. Auch danach gelang ihm im gesamten Weltcupwinter nur ein Podestresultat, dafür gewann er bei der Weltmeisterschaft 2001 Silber über 1500 Meter. Die Weltcupsaison 2001/02 verlief erneut vergleichsweise erfolglos mit nur einem zweiten Rang, dennoch qualifizierte sich Terao zum dritten Mal in Folge für die Olympischen Spiele 2002 in Salt Lake City. Dort errang er zwei fünfte Plätze mit der Staffel und über 500 Meter, verpasste jedoch erneut eine Medaille. 
Medaillenlos blieb Terao auch bei den weiteren Großereignissen des Jahres 2002. Beim Shorttrack-Weltcup 2002/03 erreichte er ebenfalls zum dritten Mal in Folge keinen Sieg und nur mit der Staffel einmal das Podest. Auch bei den Großereignissen 2003 hatte er keinen Erfolg, ähnlich verliefen die Weltcups 2003/04 und 2004/05, wo er jeweils mäßig erfolgreich abschnitt und im Gesamtweltcup auf die Ränge 24 und 36 abrutschte. Immerhin gelang Terao im Jahr 2005 seine erste Einzel-Podestplatzierung seit drei Jahren, er nahm im Gegensatz zum Vorjahr wieder an der Weltmeisterschaft teil. Rechtzeitig zu den Olympischen Spielen 2006 in Turin verbesserten sich seine Ergebnisse wieder, sodass er sich am Ende auf dem fünften Rang im Gesamtweltcup einreihte. Obwohl er sich so durchaus Chancen auf einen vorderen Platz ausrechnen konnte, verpasste er auch bei seinen vierten Olympischen Spielen eine Medaille, gewann jedoch das B-Finale über 500 Meter und wurde Sechster. 
Während Terao in der Saison 2006/07 bei nur zwei von sechs möglichen Weltcupstationen an den Start ging, keine guten Ergebnisse erreichte und bei den meisten Rennen der Weltmeisterschaft schon spätestens in den Viertelfinals scheiterte, verlief die Saison 2007/08 für ihn erfolgreicher. Mit zwei dritten Rängen über 500 Meter und aufgrund eines neuen Punktesystems, das gute Platzierungen stärker gewichtete, wurde er Fünfter im 500-Meter-Gesamtweltcup und Sechzehnter im Weltcup über 1000 Meter. Außerdem schaffte er bei der Weltmeisterschaft 2008 den fünften Platz über 500 Meter. In den Shorttrack-Weltcup 2008/09 startete Terao ebenfalls ordentlich mit zwei neunten Rängen auf der 1000-Meter-Distanz. Seinen letzten Weltcup absolvierte er im November 2009 in Marquette, welchen er auf dem 14. Platz über 500 Meter beendete.
Obwohl er zu Beginn seiner Karriere durchaus auch Erfolge auf den längeren Strecken erreicht hatte, geht Terao heute nur noch auf den beiden Kurzdistanzen, 500 Meter und 1000 Meter, an den Start. Neben Shorttrack arbeitet er auch mit dem Abakus, mit dem er mittlerweile den 1. Kyū erreicht hat. Auch in Japanischer Kalligrafie besitzt er den 4. Dan.